# Pericoma improvisa
Pericoma improvisa és una espècie d'insecte dípter pertanyent a la família dels psicòdids que es troba a l'illa de Madeira.